# Corynorhinus mexicanus
Corynorhinus mexicanus és una espècie de ratpenat de la família dels vespertiliònids. És endèmic de Mèxic. El seu hàbitat natural són les terres baixes seques als boscos de pi-alzines de les terres altes. No hi ha amenaces significatives per a la supervivència d'aquesta espècie, excepte la pèrdua d'hàbitat.